# The Land Before Time XII: Great Day of the Flyers
The Land Before Time XII: Great Day of the Flyers (En busca del valle encantado 12: El gran día de los voladores en España, y La tierra antes del tiempo XII: El gran día del vuelo en Hispanoamérica) es una película estadounidense de animación de 2006 dirigida por Charles Grosvenor y producida por Universal Studios, perteneciente a la franquicia En busca del valle encantado.

## Sinopsis
En esta nueva aventura en el valle encantado, Piecito, Petrie, Púas y Patito están nerviosos por el gran evento que supone el Día de los Voladores. Todos intentarán ayudar a Petrie que no sabe volar en formación con sus hermanos. Una aventura que les llevará a un viaje al emocionante y sorprendente "Más Allá".

## Reparto y doblaje
| Personaje                        | Voz en inglés      | Voz en español          |
| -------------------------------- | ------------------ | ----------------------- |
| Piecito                          | Nick Price         | Chelo Molina            |
| Cera                             | Anndi McAfee       | Adelaida López          |
| Patito                           | Aria Noelle Curzon | Yolanda Pérez Segoviano |
| Petrie                           | Jeff Bennett       | Pablo Tribaldos         |
| Abuela de Piecito                | Miriam Flynn       | Matilde Conesa          |
| Señor Trescuernos, padre de Cera | John Ingle         | Carlos Kaniowski        |
| Abuelo de Piecito                | Kenneth Mars       | José Ángel Juanes       |
| Púas                             | Rob Paulsen        | N/D                     |
| Madre de Petrie                  | Tress MacNeille    | Carmen Arévalo          |
| Tría                             | Camryn Manheim     | Isabel Donate           |
| Guido                            | Rob Paulsen        | David Robles            |
| Narrador                         | John Ingle         | José María del Río      |

- Datos: Q3612306